# Unterwellenborn
Unterwellenborn là một đô thị thuộc huyện Saalfeld-Rudolstadt, trong bang Thüringen, nước Đức. Đô thị Unterwellenborn có diện tích 56,08 km².
Đô thị này được lập ngày 1/2/2006 thông qua việc sáp nhập các đô thị Birkigt, Goßwitz, Könitz, Lausnitz bei Pößneck và Unterwellenborn.